# Gombe (Stadt)

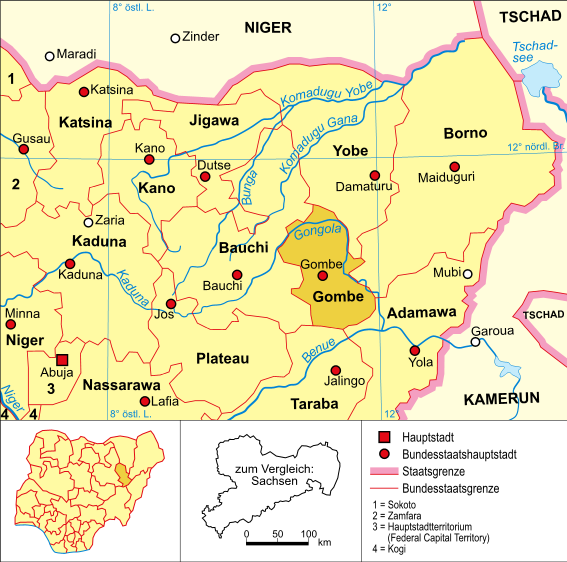
Lage Gombes in Nordostnigeria

Gombe ist die Hauptstadt des gleichnamigen nigerianischen Bundesstaats Gombe und liegt im Nordosten von Nigeria. Einer Berechnung von 2012 zufolge hat die Stadt 198.546 Einwohner.

## Geschichte
Der heutigen Stadt Gombe geht eine ältere, heute Alt-Gombe oder Gombe Abba genannte Siedlung voraus, die 90 km nordwestlich liegt. 1919 verschob die britische Kolonialverwaltung ihren lokalen Sitz in das heutige Gombe. 1996 wurde Gombe Hauptstadt des neu gegründeten Bundesstaates Gombe.
Gombe und seine Umgebung bilden das kleinste der elf Local Government Areas (LGA) des Bundesstaates Gombe mit einer Fläche von 51,82 km². Bei der vorletzten Volkszählung 1991 hatte die LGA 169.783 Einwohner und damit eine Bevölkerungsdichte von 3276 Einwohnern je km². In der Stadt selbst wurden seinerzeit 163.604 Einwohner gezählt.
In Gombe befindet sich das Abubakar Umar Memorial Stadium.